# غذای قحطی

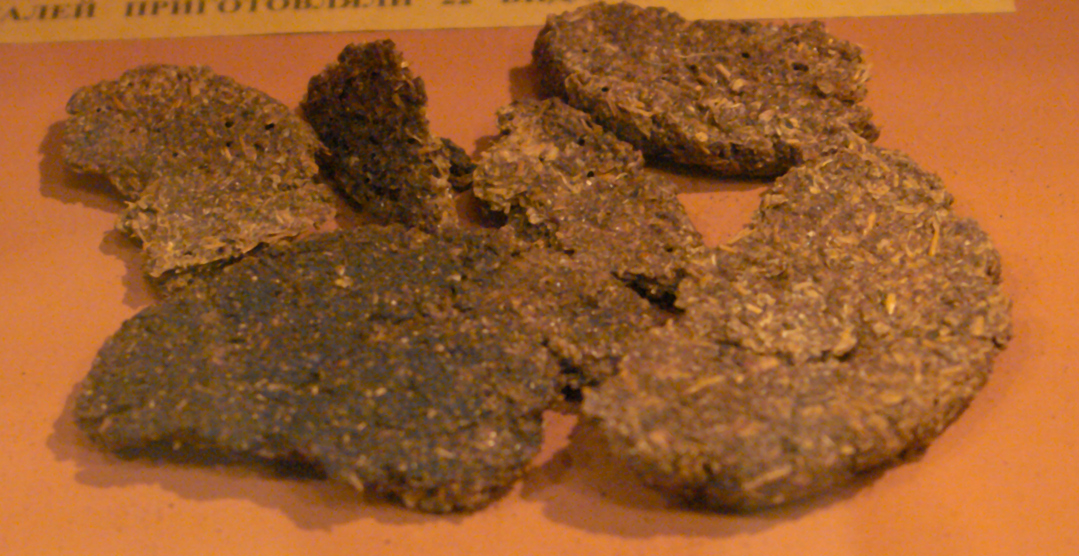
در محاصره لنینگراد از نان‌های تهیه شده از اورش و سبوس سرخ شده در روغن ماشین به عنوان غذا استفاده می‌شد.

غذای قحطی یا غذای فقر هر نوع غذای ارزان قیمت یا در دسترس است که برای تغذیه مردم در مواقع گرسنگی و قحطی، خواه ناشی از فقر شدید، مانند زمان رکود اقتصادی یا جنگ، یا بلایای طبیعی مانند خشکسالی مورد استفاده قرار می‌گیرد.
غذاهای مرتبط با قحطی نیازی نیست که کمبود مواد مغذی داشته یا بدمزه باشد. افرادی که غذای قحطی را به مقدار زیاد در مدت زمان طولانی می‌خورند ممکن است به مرور زمان نسبت به آن حس بیزاری پیدا کنند. در زمان وفور نسبی، این غذاها ممکن است دچار وا پس‌زدگی اجتماعی و مایه ننگ محسوب شوند. برای مثال، فرهنگ‌هایی که گربه‌ها و سگ‌ها را غذاهای ممنوعه می‌دانند، از لحاظ تاریخی آنها را در زمان‌های قحطی مصرف می‌کنند.
توصیف برخی از مواد غذایی به عنوان غذای «قحطی» یا «فقر» می‌تواند اجتماعی باشد. به عنوان مثال، خرچنگ و سایر سخت‌پوستان در برخی جوامع غذای فقر و در برخی دیگر بسته به دوره زمانی و موقعیت، غذای لوکس محسوب می‌شوند.
- پنیر دولتی
- پتی خوبزا
- غذاهای دهقانی
- غذای اصلی
- غذا و نوشیدنی تابو
- شلغم زمستان